# 8307 Peltan
8307 Peltan eller 1995 EN är en asteroid i huvudbältet som upptäcktes den 5 mars 1995 av den tjeckiska astronomen Jana Tichá vid Kleť-observatoriet. Den är uppkallad efter flera släktingar till upptäckaren.
Asteroiden har en diameter på ungefär 2 kilometer.